# Barreiros 66
Barreiros 66 es una película documental del año 1966, coescrita y dirigida por Julio Buchs.

## Sinopsis
Se trata de una película promocional que muestra la actividad económica, la fábrica de Villaverde, los modelos y la historia de la empresa automovilística española Barreiros.

## Reparto
- José Bódalo
- Rosanna Yanni
- Ignacio de Paúl
- José Morales
- Ingrid Pitt
- Emilio Rodríguez
- Aida Power
- Mohamed Ben Yarka
- Félix Acaso (voz)